# ملعب بروكت
ملعب بروكت (بالإنجليزية: Proact Stadium)‏ هو ملعب كرة قدم في داربيشير بإنجلترا ، يتسع الملعب إلى 10000 متفرج.